# 基尔布
基尔布是奥地利下奥地利州梅尔克县的一个市镇。总面积45.11平方公里，总人口2529人，人口密度56.1人/平方公里（2005年）。